# 경주 남사리 삼층석탑
경주 남사리 삼층석탑(慶州 南莎里 三層石塔)은 대한민국 경상북도 경주시 현곡면에 있는 통일신라의 삼층석탑이다. 1987년 3월 9일 대한민국의 보물 제907호로 지정되었다.

## 개요
이름없는 옛 절터에 남아 있는 탑으로, 2단의 기단(基壇) 위에 3층의 탑신(塔身)을 올린 모습이다. 1975년에 보수하였는데 이 때 위층 기단의 북쪽 가운데돌을 새로 보충했을 뿐 대부분은 원래의 모습대로 잘 남아있다.
아래층 기단은 밑돌·가운데돌·맨윗돌을 모두 붙여서 4장의 돌로 짰고, 가운데돌의 모서리와 네 면의 가운데에 기둥 모양을 본떠 새겨두었다. 위층 기단에도 아래와 같은 방식으로 기둥 모양의 조각을 두었다. 탑신에서도 역시 몸돌의 네 모서리에 기둥을 본떠 새겼다. 지붕돌은 네 귀퉁이에서의 치켜올림이 커서 탑 전체에 경쾌한 느낌을 주고 있으며, 밑면의 받침수는 각각 4단씩이다. 꼭대기에는 머리장식을 받치던 네모난 받침돌만 남아 있다.
기단부의 섬세한 조각과 완벽함에 비해 탑신의 꾸밈이 형식화된 면이 보인다. 이러한 점으로 미루어, 석탑양식에 간략과 생략이 심했던 9세기 말에 만들어진 작품으로 짐작된다. 

## 현지 안내문
이 탑은 이중 기단 위에 3층으로 몸돌을 쌓아 올린 전형적인 신라 석탑 양식을 보여 준다. 아래위 기단의 면마다 기둥 모양을 본떠 새겼고, 몸돌과 지붕돌은 각각 돌 하나로 되어 있다. 현재 꼭대기에에는 머리장식을 받치던 네모난 받침돌만 남아 있다. 지붕돌은 밑면의 받침 수가 4단으로 추녀 끝이 살짝 들려 경쾌한 느낌을 주고, 각 부분의 비례가 조화를 이루고 있다.
기단부의 섬세한 조각과 완벽함에 비하여 몸돌의 꾸밈이 다소 형식화된 흐름을 보이는데, 각 부의 양식적 수법으로 보아 9세기 말에 만들어진 작품으로 추정된다.

## 같이 보기
- 삼층석탑

## 참고 자료
- 경주 남사리 삼층석탑 - 국가유산청 국가유산포털